# 紀元前636年
紀元前636年（きげんぜん636ねん）は、西暦（ローマ暦）による年。紀元前1世紀の共和政ローマ末期以降の古代ローマにおいては、ローマ建国紀元118年として知られていた。紀年法として西暦（キリスト紀元）がヨーロッパで広く普及した中世時代初期以降、この年は紀元前636年と表記されるのが一般的となった。

## 他の紀年法
- 干支 : 乙酉
- 日本
  - 皇紀25年
  - 神武天皇25年
- 中国
  - 周 - 襄王16年
  - 魯 - 僖公24年
  - 斉 - 孝公7年
  - 晋 - 文公元年
  - 秦 - 穆公24年
  - 楚 - 成王36年
  - 宋 - 成公元年
  - 衛 - 文公24年
  - 陳 - 穆公12年
  - 蔡 - 荘侯10年
  - 曹 - 共公17年
  - 鄭 - 文公37年
  - 燕 - 襄公22年
- 朝鮮
  - 檀紀1698年
- ユダヤ暦 : 3125年 - 3126年

## できごと

### 中国
- 秦の穆公が晋の公子重耳の帰国を援助した。重耳は曲沃に入り、高梁で懐公を殺害した。重耳は晋侯として即位した（晋の文公）
- 周の襄王が狄に依頼して鄭を攻めさせた。
- 鄭の文公が子臧（中国語版）を殺害させた。
- 宋が楚と講和し、成公は楚に赴いた。

## 死去
- 懐公